# 浪華写真倶楽部
浪華写真倶楽部（なにわしゃしんくらぶ）は、1904年に、大阪において、写真材料商桑田商会の後援で、桑田正三郎、石井吉之助らによって創立された、主としてアマチュア写真家による団体。1905年には、基本的に年1回の写真展（会員の作品を展示。のちに公募作品も展示）である「浪展」（なみてん）を開始しており、現在まで続いている。ちなみに、2005年には「創立100周年記念展」が開催された（東京都写真美術館他）。

## 歴史
倶楽部の活動は、初期の芸術写真（ピクトリアリスム）の興隆をもたらす大きな要因となった。その頃活躍した会員としては、福森白洋　梅阪鶯里、米谷紅浪、梶原啓文、横山錦渓、安井仲治、上田備山らがいた。その後、特に、1930年の第19回浪展をきっかけとして、全体の傾向として、ストレートな作風（ストレートフォトグラフィ）に移行した。具体的な作家としては、安井仲治、花和銀吾、上田備山、小石清らがいる。。
1932年の第21回浪展においては、小石清のシリーズ『初夏神経』が発表され、新興写真を代表する作品となった（翌年、写真集として刊行）。
1930年代の主要メンバーとしては、上記、安井、花和、上田、小石らのほか、平井輝七、浅野洋一、森脇英一、田中正親、小林鳴村、村田米太郎、服部義文、矢野敏延、樽井芳雄、中藤敦、本庄光郎などがいる。必ずしもすべての作家というわけではないが、一般的には、シュルレアリスム的傾向が強まり、「前衛的な写真作品」が多い。
第二次世界大戦中は活動の停止を余儀なくされたが、戦後、上田、田中、本庄、中藤らにより、再建され、その後も、中森三弥、津田洋甫、高田誠三らが活躍している。
浪華写真倶楽部の特徴は、「一人一党主義」といわれている。会員中には、天弓会、銀鈴社、丹平写真倶楽部、白日社、アヴァンギャルド造影集団など、写真家により結成された他の団体の会員を兼ねる者も多く、この主義と関係していると考えられる。戦中・戦後における中断はあるものの、関東の東京写真研究会と並んで、21世紀まで存続する、日本における最古の写真団体の1つである。

## 書籍
- 浪展　1904-2004　創立100周年記念／浪華写真倶楽部・編／青幻社／2005年
- 『日本写真家事典』東京都写真美術館,2000
- 『日本写真史概説』飯沢耕太郎[ほか](日本の写真家別巻) 岩波書店,1999
- 『小石清と浪華写真倶楽部』中島徳博[ほか]編,西武百貨店ザ・コンテンポラリー・アートギャラリー,c1988
- 「浪華写真倶楽部と夫弓会」p61-80「浪華写真倶楽部と作家たち」p155-157『芸術写真の系譜』小沢健志 [ほか] 編（日本写真全集2巻）小学館 ,1986.11
- 「戦前の浪華、丹平写真倶楽部」p4-5「小石清と浪華写真倶楽部」p41-70『 近代写真の群像』桑原甲子雄編（日本写真全集３巻)小学館,1986.03
- 「東京写真研究会と浪華写真倶楽部」p33-43,『「芸術写真」とその時代』飯沢耕太郎著,筑摩書房,1986

## 外部サイト
- 浪華写真倶楽部
- 浪華写真倶楽部の紹介 - archive.today（2012年12月16日アーカイブ分）